# ماغي سميث (فنانة)
ماغي سميث (بالإنجليزية: Maggie Smith)‏ هي فنانة أمريكية، ولدت في 1950 في نيوهامبشير في الولايات المتحدة.